# Чигник-Лейк
Чигник-Лейк (англ. Chignik Lake, алют. Igyaraq) — статистически обособленная местность в боро Лейк-энд-Пенинсула штата Аляска (США). Название города Чигник происходит от словосочетания «большой ветер» на алеутском. В местности находится государственный гражданский аэропорт Чигник-Лейк.

## География
Чигник-Лейк находится в южной части полуострова Аляска на побережье реки Чигник, впадающей в озеро Чигник. Река используется для судоходства, рыбалки, охоты, культурных и общественных мероприятий. Чигник-Лейк — одно из трёх близкорасположенных к Чигник поселений (два других — Чигник и Чигник-Лагун). На 2010 год между населёнными пунктами не было дорог, сообщение осуществлялось морским или воздушным путями. По данным Бюро переписи населения США Чигник-Лейк имеет общую площадь в 56,8 км², из которых 31,8 км² занимает суша и 24,9 км² — водоёмы.

## Население
По данным переписи 2010 года население Чигник-Лейка составляло 73 человека (из них 56,2 % мужчин и 43,8 % женщин), было 27 домашних хозяйства и 20 семей. Расовый состав: белые — 2,7 %, коренные американцы — 94,5 % и представители двух и более рас — 2,7 %.
Из 27 домохозяйств 44,4 % представляли собой совместно проживающие супружеские пары (11,1 % с детьми младше 18 лет), в 14,8 % домохозяйств женщины проживали без мужей, в 14,8 % домохозяйств мужчины проживали без жён, 25,9 % не имели семьи. В среднем домашнее хозяйство вели 2,7 человека, а средний размер семьи — 3,0 человека. В одиночестве проживали 25,9 % населения, 7,4 % составляли одинокие пожилые люди (старше 65 лет).
Население города по возрастному диапазону распределилось следующим образом: 17,4 % — жители младше 18 лет, 61,5 % — от 18 до 65 лет и 11,0 % — в возрасте 65 лет и старше. Средний возраст населения — 32,5 года. На каждые 100 женщин приходилось 128,1 мужчин, при этом на 100 совершеннолетних женщин приходилось уже 103,8 мужчин сопоставимого возраста.
В 2014 году из 45 трудоспособных жителей старше 16 лет имели работу 28 человек. При этом мужчины имели медианный доход в 43 333 долларов США в год против 58 750 долларов среднегодового дохода у женщин. В 2014 году медианный доход на семью оценивался в 42 500 $, на домашнее хозяйство — в 41 875 $. Доход на душу населения — 20 514 $.